# Brujeria
Brujeria je mexicko–americká extrémně metalová skupina založená roku 1989 v Los Angeles. Skupina používá mexickou image; název ve španělštině znamená čarodějnictví. Tematicky se zaměřuje na satanismus, imigraci či pašování drog.

## Členové

### Současná sestava
- Fantasma (Pat Hoed) – zpěv, baskytara (1989–dosud), bicí (1989)
- El Cynico (Jeffrey Walker) – baskytara , kytara, zpěv (2006–dosud)
- Hongo (Shane Embury) – kytara (dříve basa), programování bicích (1989–dosud)
- Podrido (Adrian Erlandsson) – bicí (2006–dosud)
- La Bruja Encabronada (Jessica Pimentel) – zpěv (2017–dosud)

### Dřívější členové
- Juan Brujo (John David Lepe) – zpěv (1989–2024; zemřel)
- Pinche Peach (Ciriaco Quezada) – zpěv, samply (1989–2024; zemřel)

- Asesino (Dino Cazares) – kytara (1989–2005)
- Cristo de Pisto (Jesse Pintado) – kytara (2000)
- Güero Sin Fe (Billy Gould) – baskytara, kytara (1989–2002)
- Greñudo (Raymond Herrera) – bicí (1993–2002)
- Hongo Jr. (Nicholas Barker) – bicí (2000–2005)
- El Angelito (Tony Laureano) – bicí (2006–)
- El Embrujado (Patrik Jensen) – kytara (1997–)
- El Sadistico (Emilio Marquez) – bicí
- Marijuano (Control) Machete DJ (Antonio Hernandez) – zpěv, elektronika, samply
- Pititis (Gaby Dominguez) – ženské vokály, doprovodné vokály, kytara (2004–2016)

## Diskografie

### Studiová alba
| Rok  | Název            | Label         | Formát | Podrobnosti |
| ---- | ---------------- | ------------- | ------ | --- |
| 1993 | Matando Güeros   | Roadrunner    | CD     | Na mnoha místech bylo album pro svůj obsah a obal zakázáno; na přední straně je vyobrazena postava držící uťatou hlavu. |
| 1995 | Raza Odiada      | Roadrunner    | CD     | |
| 2000 | Brujerizmo       | Roadrunner    | CD     | Poslední album nahrané s dvěma původními členy, Asesinem a Güero Sin Fe.                                                |
| 2016 | Pocho Aztlan     | Nuclear Blast | CD     | Po více než deseti letech první studiové album a první nahrávka s baskytaristou El Cynicem.                             |
| 2023 | Esto Es Brujeria | Nuclear Blast | CD     | Poslední album se zpěvákem a zakládajícím členem Juanem Brunem, který v září roku 2024 zemřel.                          |

### Singly a EP
- 1990 – ¡Demoniaco! (Nemesis Records)
- 1992 – ¡Machetazos! (Alternative Tentacles)
- 1994 – El Patron (Alternative Tentacles)
- 2000 – Marijuana (Kool Arrow Records)
- 2008 – Debilador (Independent)
- 2009 – No Aceptan Imitaciones (Independent)
- 2010 – California Uber Aztlan (Independent)

### Kompilace
- 1994 – Best of Grindcore and Destruction (Priority Records)
- 1999 – Spanglish 101 (Kool Arrow Records)
- 2001 – Mextremist! Greatest Hits (Kool Arrow Records)
- 2003 – The Mexecutioner! – The Best of Brujeria (Roadrunner Records)
- 2006 – The Singles